# Пет стубова ислама
Пет стубова ислама (arkān al-Islām, أركان الإسلام; као и arkān al-dīn, أركان الدين — „стубови вере”) представљају пет основних дужности у исламу, а верници их сматрају обавезним и основом муслиманског живота. Први пут су представљени у чувеном Џибриловом хадису.
Шиизам и сунизам подржавају суштинске детаље за извођење и праксу ових дужности, али их шиизам не помиње истим именом. Чини их муслимански живот, молитва, самопречишћавање, брига за сиромашнима и ходочашће; обављати их се мора ако се у стању.

## Преглед пет стубова ислама
Обредне обавезе муслимана називају се Пет стубова. Муслимани широм света их признају и практикују, без обзира на њихове разлике. Сматрају се обавезним за појединце који истински желе да воде живот какав је водио пророк Мухамед, а који је био разборит и пажљив живот. Као и друге религије, ислам сматра да су одређене праксе стандард; међутим, то не значи да их сви појединци који себе сматрају муслиманима нужно поштују. Појединачно учешће може варирати у зависности од вере појединца; на пример, не моли се сваки појединац сваки дан, држи пост, не обавља хаџ, или не даје много у добротворне сврхе. Постоје и муслиманске заједнице као што су Алевити који одбацују Пет стубова, али следе систем Четири врата.
Убрзо након што су муслимански Арапи освојили нове терене, почели су да подижу џамије и замкове и наручују различите комеморације и артефакте као артикулације своје вере и културе. Религиозна пракса ислама, која означава „потчињеност Богу“, зависи од основа који су познати као Пет стубова. Сваки од пет стубова алудира се у Курану, иако у различитим поглављима (сура). Даљи увиди у вези са овим обавезама дати су у хадису.

## Списак
1. Шехадет
2. Намаз
3. Заум
4. Зекат
5. Хаџилук

### Шехадет: вера
Шехадет је обзнана вере, поверење које тврди да постоји само један бог (Алах) и да је Мухамед Божји гласник. То је сет изјава које се нормално рецитују на арапском језику: lā ʾilāha ʾillā-llāhu muḥammadun rasūlu-llāh (لَا إِلٰهَ إِلَّا الله مُحَمَّدٌ رَسُولُ الله) „Нема бога осим Бога (и) Мухамед је божији гласник.” Да би особа постала муслиман/ка, неопходно је, својевољно, изговорити те речи.

### Намаз: молитва
Намаз (ṣalāh) је исламска молитва. Намаз се састоји од пет дневних молитава према Сунима; имена су према времену молитве: Фаџр (зора), Зухр (подне), ʿAṣr|Аср (поподне), Магриб (вече), и Иша (ноћ). Фаџр молитва се изводи пре зоре, Зухр се изводи у подне након што је сунце прешло своју највишу тачку, Аср је вечерња молитва пре заласка Сунца, Магриб је вечерња молитва након заласка Сунца и Иша је ноћна молитва. Све ове молитве се рецитују док је особа окренута у правцу Ћабе у Меки и формирају један важан аспектат муслиманске заједница. Муслимани се морају опрати пре молитве; то прање се назива абдест („прочишћавање”). Молитва је праћена низом постављених позиција укључујући; клањање се рукама на кољенима, стајање, испруживање и седење у посебном положају (не на петама, нити на задњици). Муслиман може да обавља своју молитву било где, као што су канцеларије, универзитети и поља. Међутим, џамија је најпожељније место за молитве, јер џамија допушта заједништво.